# Deltawerk //
Deltawerk // is een landschapskunstwerk in het Waterloopbos in de Noordoostpolder uit 2018 van RAAAF | Atelier de Lyon. Het kunstwerk is een transformatie van de Deltagoot, een voormalige testfaciliteit van het Waterloopkundig Laboratorium De Voorst als testmodel voor de Deltawerken. Deze faciliteit werd in 2015 buiten gebruik gesteld en is vervangen door de Deltagoot in Delft.
De Deltagoot was een 240 meter lange en 7 meter diepe betonnen gootbak, ingebed in zand. Voor het kunstwerk is het omliggende zand afgegraven waardoor het beton rondom in water is komen te liggen. Halverwege de goot is de betonnen wand doormidden gezaagd en zijn de wanden schuin overdwars op het werk geplaatst. Door deze onderbreking kon tevens een wandeldoorgang worden gecreëerd over de goot. Het beton is opgeruwd om begroeiing met korstmossen te faciliteren. Het kunstwerk werd 27 september 2018 geopend.

## Afbeeldingen

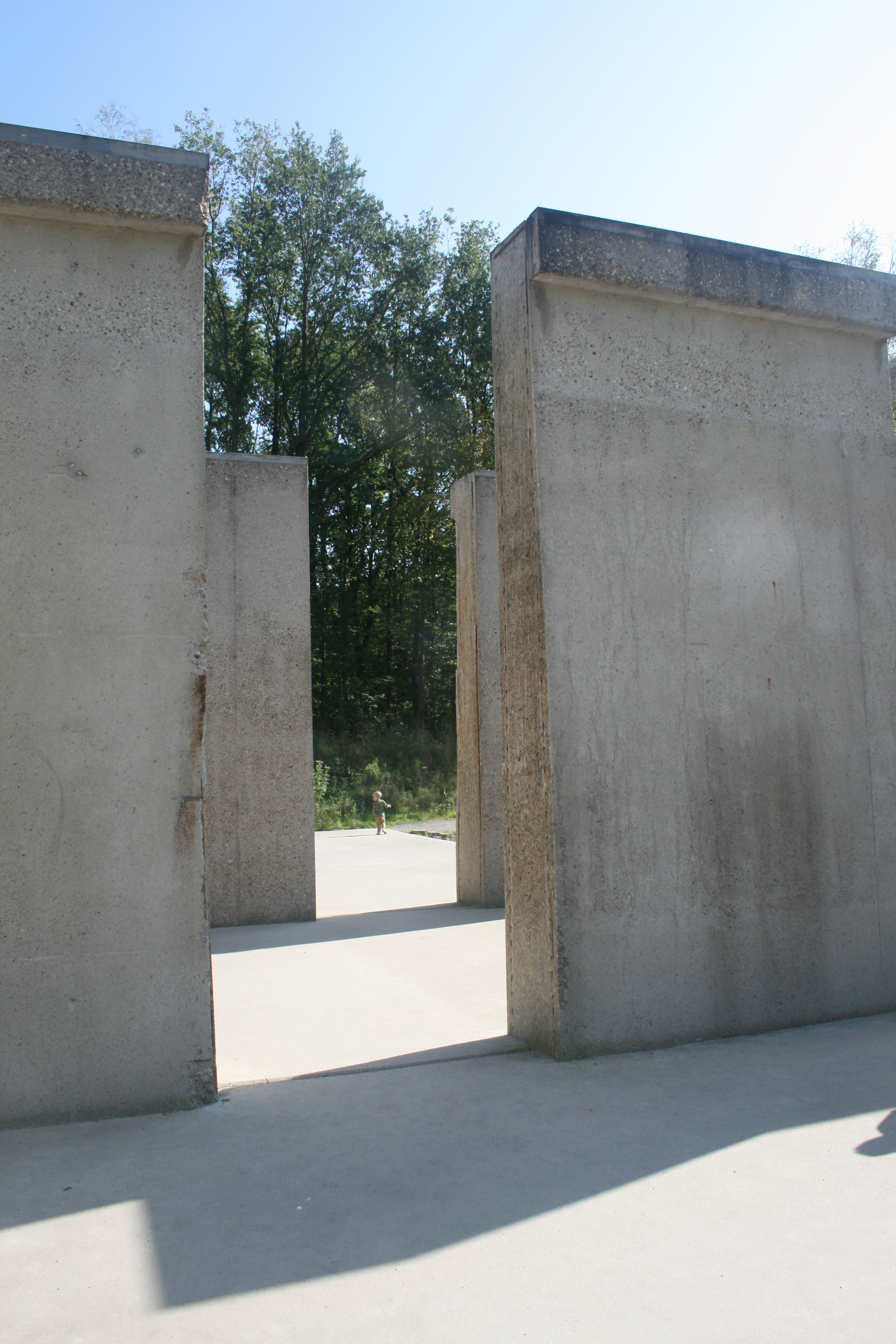
Zomer 2020
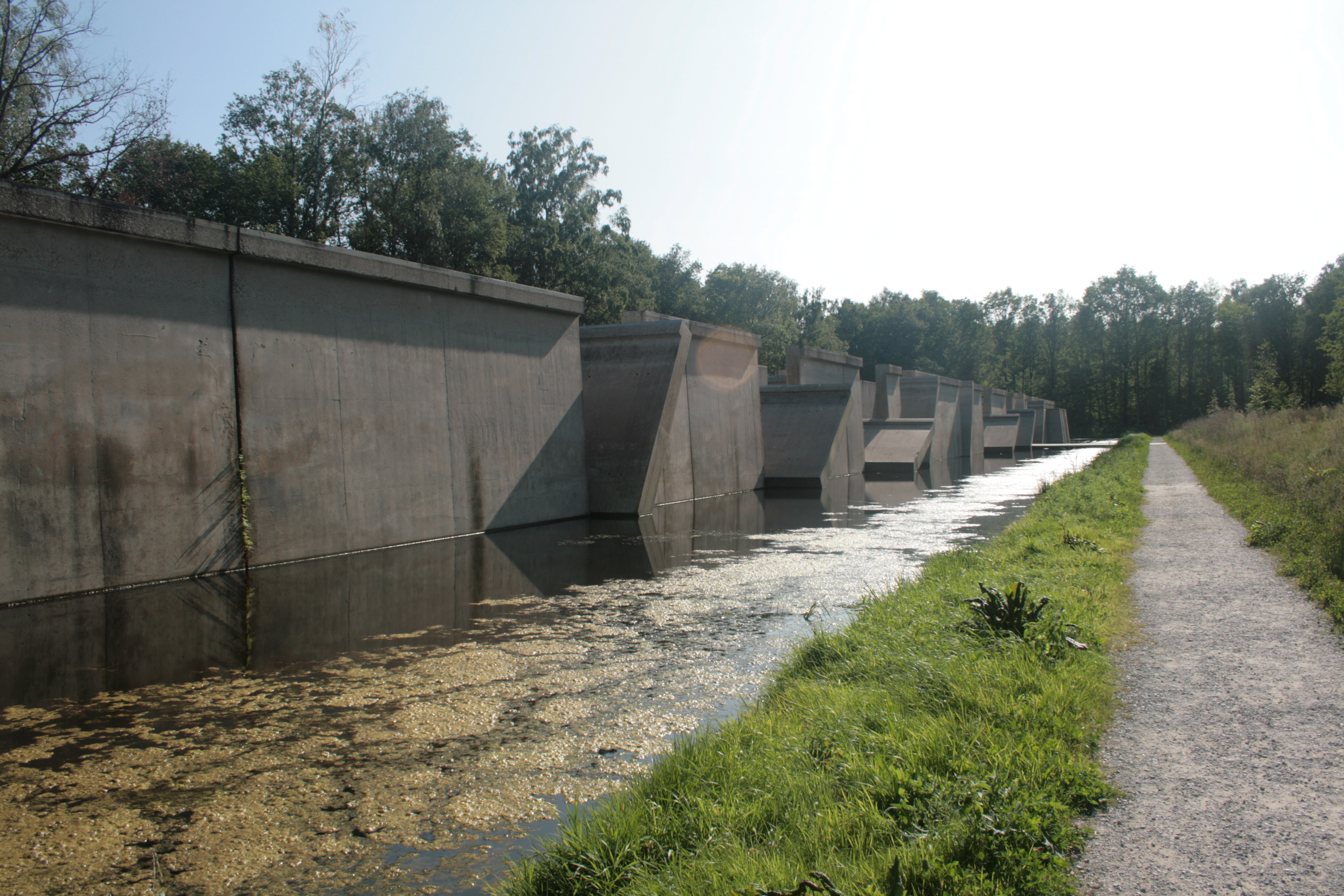
Zomer 2020
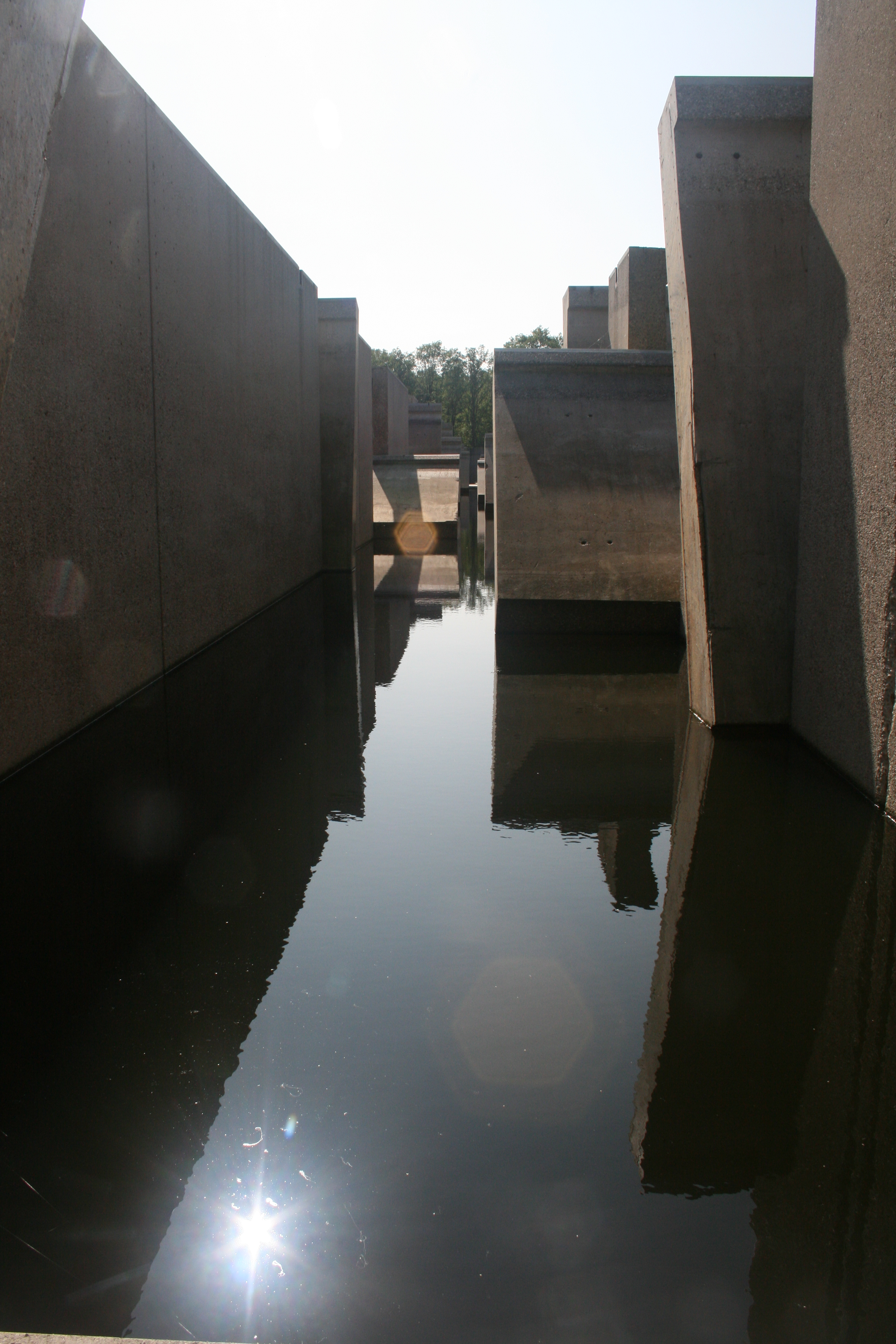
Zomer 2020
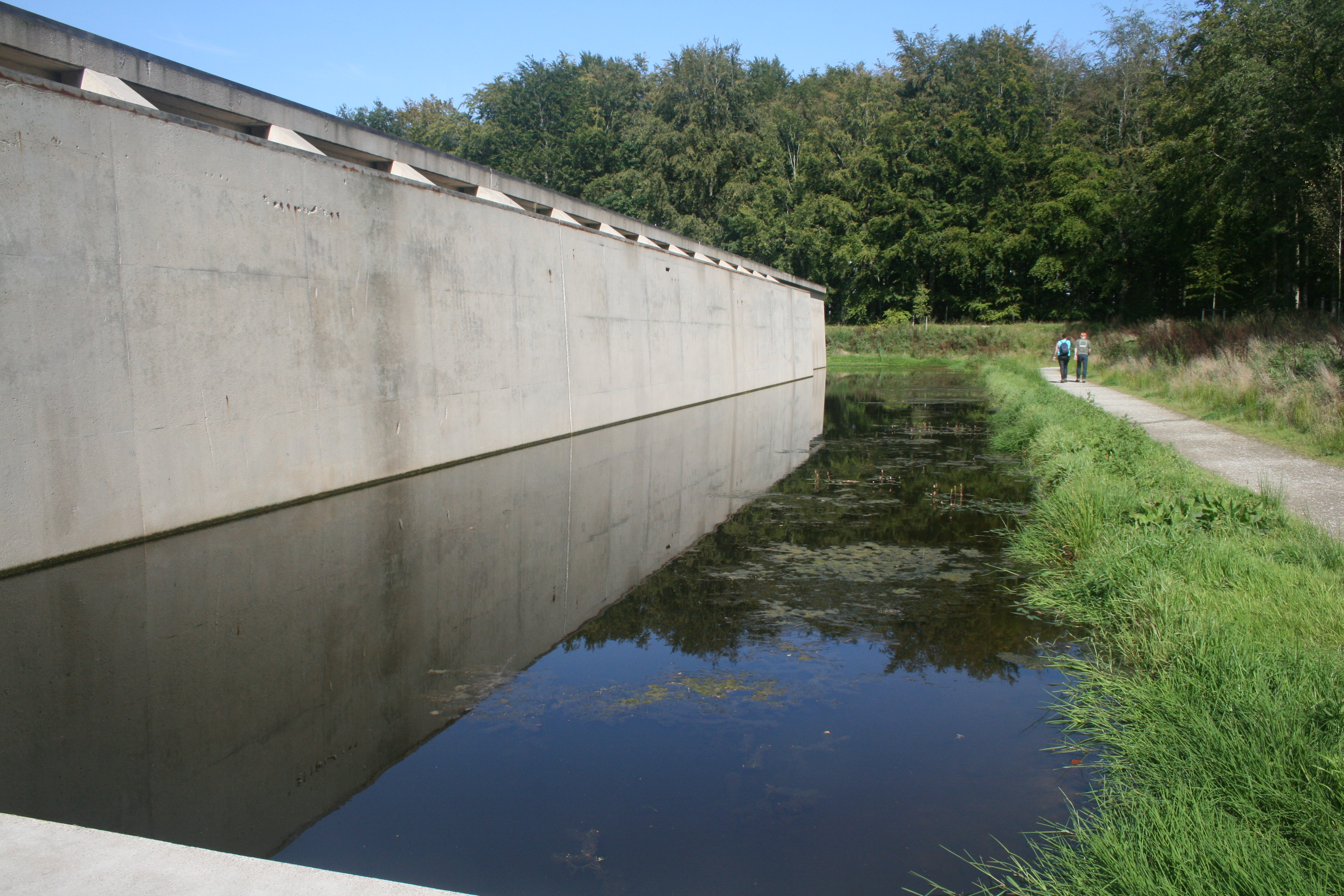
Zomer 2020
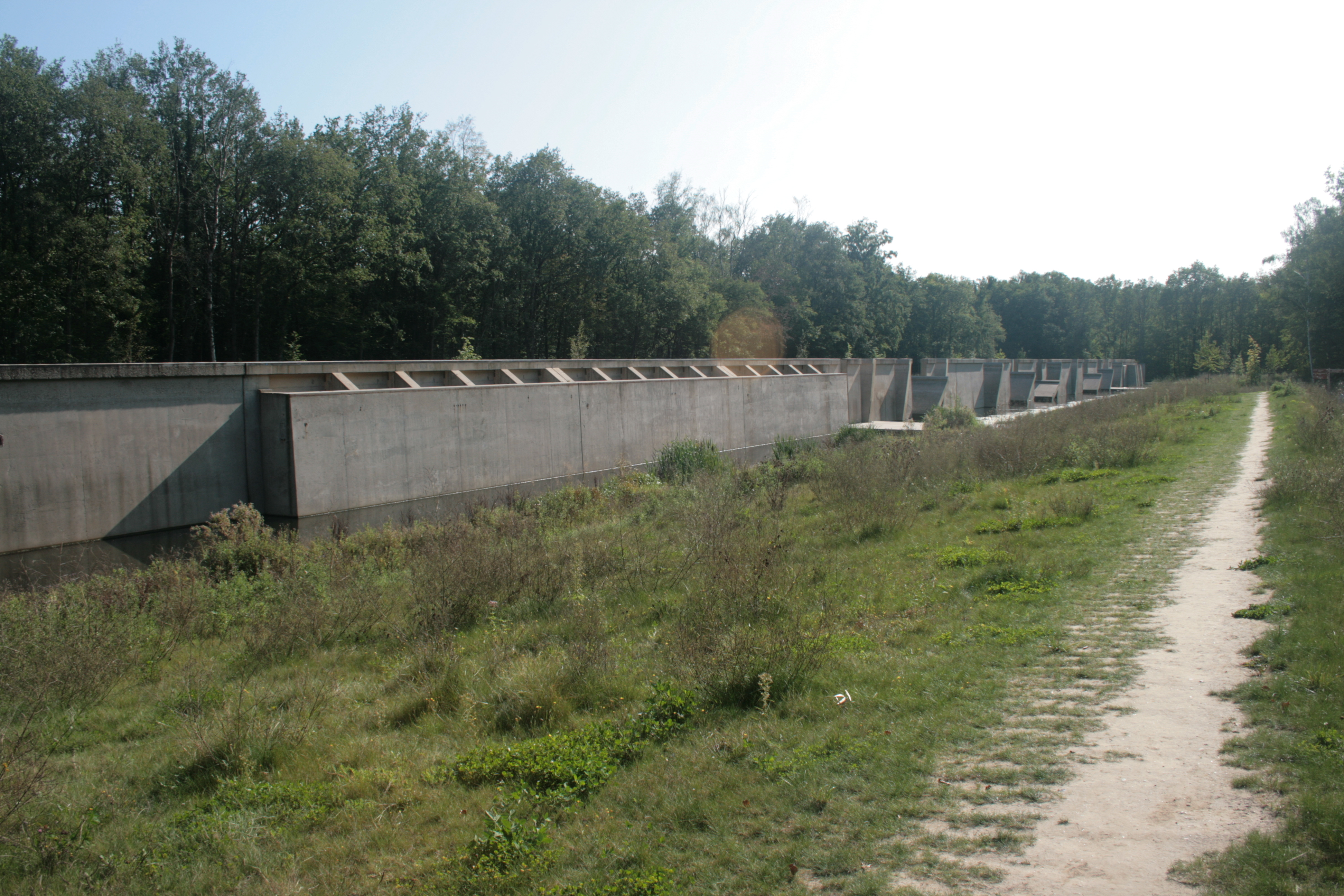
Zomer 2020